# Canteleu (stacja metra)
Canteleu – stacja metra w Lille, położona na linii 2. Znajduje się w Lille, w dzielnicy Bois Blancs. Stacja obsługuje dzielnicę Canteleu.
Została oficjalnie otwarta 1 kwietnia 1989.